# GigE Vision
GigE Vision è uno standard di interfaccia introdotto nel 2006 per telecamere industriali ad alte prestazioni. Viene fornita all'utente una struttura che permette di trasmettere il segnale video e i relativi segnali di controllo su di una rete Ethernet, ad alta velocità. Lo standard è stato avviato da un gruppo di 12 imprese e da allora il comitato è continuato a crescere, fino a raggiungere più di 50 membri. I 12 membri fondatori sono Adimec, Atmel, Basler AG, CyberOptics, DALSA, JAI A/S, JAI PULNiX, Matrox, National Instruments, Photonfocus, Pleora Technologies, Stemmer Imaging. La Automated Imaging Association (AIA) controlla lo sviluppo e l'amministrazione dello standard. GigE Vision è un marchio registrato di AIA.

## Standard
GigE Vision è basato sullo standard Internet Protocol. L'obiettivo dello standard è quello di unificare i protocolli attualmente utilizzati nelle telecamere industriali nell'ambito del machine vision, permettendo a terze parti di sviluppare software e hardware compatibili. Lo standard Gige Vision è - secondo alcune definizioni (per esempio la IETF e la ITU-T) uno open standard. Tuttavia, esso è disponibile solamente dopo aver firmato un contratto di non diffusione e per questo motivo è considerato un closed standard da molte nazioni europee. Esso è disponibile per ogni tipo di organizzazione a fronte del pagamento di una quota nominale.
Inoltre, l'iscrizione all'AIA è aperta a tutte le organizzazioni. Una delle conseguenze della licenze è che non è possibile scrivere software open source che utilizzi GigE Vision, poiché esso potrebbe rivelare i dettagli dello standard. Per questo motivo tutti i sistemi basati su GigE Vision sono closed source.

## Caratteristiche
Alcune caratteristiche dello standard GigE Vision sono:
- Alta velocità di trasferimento - fino a 1000 Mbit/s (basato su 1000Base-T). Tuttavia, lo standard non preclude l'utilizzo della 10 gigabit Ethernet. I primi dispositivi operanti a queste velocità appariranno sul mercato nel 2010;
- Lunghezza dei collegamenti fino a 100 m (150 m secondo alcuni produttori). L'uso di switch, ripetitori o convertitori a fibra ottica può incrementare tale lunghezza. La performance di ogni implementazione dello standard GigE Vision varia a seconda della qualità dei dispositivi utilizzati. Alcune implementazioni possono raggiungere latenze molto basse anche in presenza di switch e ripetitori, mentre altre non presenteranno tale caratteristica;
- Essendo basato su uno standard molto utilizzato quale è Ethernet, la comunicazione con altri dispositivi è facilitata;
- Mette a disposizione un ambiente standardizzato per la creazione di nuove applicazioni nell'ambito del networked video basato su architetture Ethernet client/server.

## Elementi funzionali
GigE Vision è composto da quattro elementi principali:
- GigE Vision Control Protocol(GVCP). Funziona secondo il protocollo UDP. Lo standard come controllare e configurare i dispositivi. Specifica i canali e i meccanismi per inviare immagini e dati di configurazione tra telecamere e computer;
- GigE Vision Stream Protocol(GVSP). Funziona secondo il protocollo UDP. Tratta la definizione dei tipi di dati e descrive le modalità secondo le quali le immagini possono essere trasmesse via GigE;
- GigE Device Discovery Mechanism. Mette a disposizione i meccanismi per ottenere gli indirizzi IP;
- Un file descrittore XML basato sullo standard GenICam, definito dalla European Machine Vision Association. Un datasheet che permette l'accesso ai controlli della telecamera e al flusso di immagini[6]